# Cappella di San Rocco (Montisi)
La cappella di San Rocco è un luogo di culto cattolico che sorge fuori dall'abitato di Montisi, frazione di Montalcino, lungo la strada provinciale 14 Traversa dei Monti.

## Storia e descrizione
La cappella di San Rocco sorse nel XVII secolo nell'ambito della Riforma cattolica come affiliato al santuario della Madonna delle Nevi e alla compagnia del Santissimo Sacramento, sotto la cura della chiesa di Santa Lucia di Montisi. Il piccolo luogo di culto venne consacrato nel 1649 dal vescovo di Pienza Giovanni Spennazzi con annesso romitorio, abitato da un romito eletto pubblicamente. Attualmente la cappella è di proprietà privata e non visitabile.
L'edificio è situato al margine della strada per Pienza ed è preceduta da un piccolo sagrato. La facciata è a capanna con tetto a doppio spiovente sporgente sulla parte anteriore. Al centro, si apre l'unico ingresso alla chiesa, costituito da una porta a doppio battente, affiancata da due oculi ovali e sormontata da un terzo; sopra quest'ultimo si trova una piccola nicchia. L'interno della cappella è costituito da un unico ambiente con soffitto sorretto da travi lignee. A ridosso della parete di fondo, si trova l'altare in stucco, sormontato da una nicchia contenente piccola statua di San Rocco.